# Matt Ryan (cestista)
Matthew Richard Ryan, detto Matt (White Plains, 11 febbraio 1997), è un cestista statunitense.

## Statistiche

### NCAA
| Anno      | Squadra             | PG  | PT | MP   | TC%  | 3P%  | TL%  | RP  | AP  | PRP | SP  | PP   |
| --------- | ------------------- | --- | -- | ---- | ---- | ---- | ---- | --- | --- | --- | --- | ---- |
| 2015-2016 | Notre Dame F. Irish | 36  | 4  | 14,5 | 41,7 | 37,4 | 79,2 | 1,7 | 0,5 | 0,3 | 0,1 | 5,1  |
| 2016-2017 | Notre Dame F. Irish | 36  | 0  | 7,9  | 43,4 | 43,4 | 90,0 | 0,9 | 0,4 | 0,2 | 0,0 | 3,6  |
| 2018-2019 | Vand. Commodores    | 29  | 25 | 24,9 | 34,7 | 32,8 | 75,0 | 2,7 | 0,9 | 0,3 | 0,1 | 8,1  |
| 2019-2020 | UTC Mocs            | 33  | 33 | 30,6 | 42,3 | 35,9 | 87,9 | 4,9 | 1,9 | 0,4 | 0,1 | 15,4 |
| Carriera  | Carriera            | 134 | 62 | 18,9 | 40,4 | 36,3 | 84,2 | 2,5 | 0,9 | 0,3 | 0,1 | 7,9  |

#### Massimi in carriera
- Massimo di punti: 28 vs Samford (29 gennaio 2020)[1]
- Massimo di rimbalzi: 14 vs Furman (15 febbraio 2020)
- Massimo di assist: 6 vs Samford (11 gennaio 2020)
- Massimo di palle rubate: 3 vs Texas A&M  (13 marzo 2019)
- Massimo di stoppate: 3 vs Indiana (19 dicembre 2015)
- Massimo di minuti giocati: 37 vs North Carolina-Asheville (21 dicembre 2019)

### NBA

#### Regular Season
| Anno      | Squadra            | PG | PT | MP   | TC%  | 3P%  | TL%  | RP  | AP  | PRP | SP  | PP  |
| --------- | ------------------ | -- | -- | ---- | ---- | ---- | ---- | --- | --- | --- | --- | --- |
| 2021-2022 | Boston Celtics     | 1  | 0  | 5,0  | 20,0 | 20,0 | -    | 0,0 | 0,0 | 1,0 | 0,0 | 3,0 |
| 2022-2023 | L.A. Lakers        | 12 | 0  | 10,8 | 30,6 | 37,1 | 80,0 | 1,2 | 0,3 | 0,2 | 0,0 | 3,9 |
| 2022-2023 | Minnesota T'wolves | 22 | 0  | 8,2  | 42,4 | 38,8 | 85,7 | 0,5 | 0,5 | 0,1 | 0,0 | 3,4 |
| 2023-2024 | N.O. Pelicans      | 28 | 1  | 13,9 | 43,4 | 45,1 | 92,9 | 1,4 | 0,6 | 0,2 | 0,0 | 5,4 |
| Carriera  | Carriera           | 63 | 1  | 11,2 | 39,8 | 41,1 | 88,5 | 1,0 | 0,5 | 0,2 | 0,0 | 4,4 |

#### Playoffs
| Anno     | Squadra       | PG | PT | MP  | TC% | 3P% | TL% | RP  | AP  | PRP | SP  | PP  |
| -------- | ------------- | -- | -- | --- | --- | --- | --- | --- | --- | --- | --- | --- |
| 2024     | N.O. Pelicans | 1  | 0  | 3,0 | 0,0 | 0,0 | -   | 1,0 | 0,0 | 1,0 | 0,0 | 0,0 |
| Carriera | Carriera      | 1  | 0  | 3,0 | 0,0 | 0,0 | -   | 1,0 | 0,0 | 1,0 | 0,0 | 0,0 |

#### Massimi in carriera
- Massimo di punti: 20 vs Detroit Pistons (2 novembre 2023) [2]
- Massimo di rimbalzi: 4 (2 volte)
- Massimo di assist: 4 vs Denver Nuggets (7 febbraio 2023)
- Massimo di palle rubate: 1 (6 volte)
- Massimo di stoppate: 1 vs Detroit Pistons (31 dicembre 2022)
- Massimo di minuti giocati: 22 vs Denver Nuggets (7 febbraio 2023)

### NBA G-League
| Anno      | Squadra        | PG | PT | MP   | TC%  | 3P%  | TL%  | RP  | AP  | PRP | SP  | PP   |
| --------- | -------------- | -- | -- | ---- | ---- | ---- | ---- | --- | --- | --- | --- | ---- |
| 2021-2022 | G. Rapids Gold | 28 | 7  | 28,7 | 42,8 | 38,8 | 95,2 | 2,9 | 1,5 | 0,6 | 0,1 | 15,8 |
| 2021-2022 | Maine Celtics  | 14 | 13 | 34,6 | 51,7 | 44,9 | 66,7 | 3,1 | 1,8 | 0,6 | 0,3 | 20,4 |
| 2022-2023 | Iowa Wolves    | 7  | 6  | 36,1 | 36,0 | 36,4 | 92,3 | 3,4 | 4,0 | 0,6 | 0,3 | 18,3 |
| 2023-2024 | Birm. Squadron | 2  | 2  | 22,2 | 31,3 | 33,3 | 100  | 1,5 | 3,0 | 0,0 | 0,0 | 8,5  |
| Carriera  | Carriera       | 51 | 28 | 31,1 | 43,9 | 39,9 | 88,7 | 3,0 | 2,0 | 0,5 | 0,2 | 17,1 |